# ایستگاه راه‌آهن کننبوری
ایستگاه راه‌آهن کننبوری (انگلیسی: Canonbury railway station) یک ایستگاه راه‌آهن در لندن، انگلستان است که جزئی از خط شمال و خط شرق متروی زمینی لندن است.
این ایستگاه که در ناحیه کننبوری قرار دارد در سال ۱۸۷۰ میلادی تأسیس شده‌است.